# Mišići pokretači očne jabučice
Mišići pokretači očne jabučice ili bulbomotorički mišići je naziv za šest mišića koji sudjeluju u pokretanju oka, točnije očne jabučice. Mišići se nalaze smješteni u očnoj šupljini (očnica, lat. orbita).
Mišiće pokretače očne jabučice inerviraju III. (okulomotorni živac ili živac pokretač oka, lat. nervus oculomotorius), IV. (trohlearni živac, lat. nervus trochlearis), VI. (živac odmicač, lat. nervus abducens) moždani živac.
Mišići pokretači očne jabučice su:
- Gornji ravni mišić, lat. musculus rectus superior - inervacija: živac pokretač oka
- Donji ravni mišić, lat. musculus rectus inferior - inervacija: živac pokretač oka
- Medijalni ravni mišić, lat. musculus rectus medialis - inervacija: živac pokretač oka
- Lateralni ravni mišić, lat. musculus rectus lateralis - inervacija: živac odmicač
- Gornji kosi mišić, lat. musculus obliquus superior - inervacija: koloturni živac
- Donji kosi mišić, lat. musculus obliquus inferior - inervacija: živac pokretač oka